# Muge
Muge é uma povoação portuguesa sede da Freguesia de Muge do Município de Salvaterra de Magos, freguesia com 52,03 km² de área e 1188 habitantes (censo de 2021), tendo, por isso, uma densidade populacional de 22,8 hab./km².
É famosa pelos seus concheiros pré-históricos.
Foi sede de concelho entre 1304 e 1837. Este concelho era constituído por uma freguesia e tinha, em 1801, 779 habitantes. Desta freguesia se desmembraram as de Marinhais em 1928, de Glória do Ribatejo em 1966, e de Granho em 1988.

## Demografia
Nota: Com lugares desta freguesia foi criada em 1928 a freguesia de Marinhais, em 1966 a freguesia de Glória do Ribatejo e em 1988 a freguesia de Granho.
A população registada nos censos foi:
| Distribuição da População por Grupos Etários | Distribuição da População por Grupos Etários | Distribuição da População por Grupos Etários | Distribuição da População por Grupos Etários | Distribuição da População por Grupos Etários |
| -------------------------------------------- | -------------------------------------------- | -------------------------------------------- | -------------------------------------------- | -------------------------------------------- |
| Ano                                          | 0-14 Anos                                    | 15-24 Anos                                   | 25-64 Anos                                   | > 65 Anos                                    |
| 2001                                         | 161                                          | 161                                          | 665                                          | 274                                          |
| 2011                                         | 159                                          | 111                                          | 666                                          | 334                                          |
| 2021                                         | 147                                          | 92                                           | 584                                          | 365                                          |

## História
Conforme planeado pela Junta Nacional do Vinho, foi constituída a Adega Cooperativa de Muge nas instalações cedidas pela casa de lavoura dos Duques do Cadaval. Foi a primeira adega cooperativa nacional com uma capacidade superior a 10.000 hectolitros.

## Património
- Igreja Paroquial de Nossa Senhora da Conceição de Muge;
- Concheiros de Muge;
- Pinhal de Muge.

## Política

### Eleições autárquicas (Junta de Freguesia)
| Partido      | 1976 | 1976 | 1979 | 1979 | 1982 | 1982 | 1985 | 1985 | 1989 | 1989 | 1993 | 1993 | 1997 | 1997 | 2001 | 2001 | 2005 | 2005 | 2009 | 2009 | 2013 | 2013 |
| Partido      | %    | M    | %    | M    | %    | M    | %    | M    | %    | M    | %    | M    | %    | M    | %    | M    | %    | M    | %    | M    | %    | M    |
| ------------ | ---- | ---- | ---- | ---- | ---- | ---- | ---- | ---- | ---- | ---- | ---- | ---- | ---- | ---- | ---- | ---- | ---- | ---- | ---- | ---- | ---- | ---- |
| PS           | 66,3 | 7    | 67,9 | 9    | 53,7 | 8    | 46,8 | 5    | 38,7 | 4    | 27,6 | 3    | 26,5 | 2    | 23,5 | 2    | 25,0 | 2    | 40,1 | 4    | 39,5 | 4    |
| FEPU/APU/CDU | 21,1 | 2    | 23,1 | 3    | 26,5 | 3    | 19,6 | 2    | 13,8 | 1    | 25,4 | 2    | 54,3 | 6    | 22,3 | 2    | 34,7 | 4    | 19,4 | 2    | 25,4 | 3    |
| PPD/PSD      | 8,1  | -    |      |      |      |      | 11,1 | 1    | 44,2 | 4    | 29,2 | 3    | 16,5 | 1    | 12,8 | 1    | 11,5 | 1    | 9,0  | -    |      |      |
| AD           |      |      | 9,0  | 1    | 13,5 | 2    |      |      |      |      |      |      |      |      |      |      |      |      |      |      |      |      |
| PRD          |      |      |      |      |      |      | 18,7 | 1    |      |      |      |      |      |      |      |      |      |      |      |      |      |      |
| PSN          |      |      |      |      |      |      |      |      |      |      | 13,5 | 1    |      |      |      |      |      |      |      |      |      |      |
| B.E.         |      |      |      |      |      |      |      |      |      |      |      |      |      |      | 33,8 | 4    | 22,8 | 2    | 27,6 | 3    | 23,9 | 2    |